# Кередигион
Кереди́гион  (англ. Ceredigion, валл. Ceredigion [kɛrɛˈdɪɡjɔn]) — унитарная административная единица Уэльса (округ) со статусом графства (англ. county).
Унитарная единица образована Актом о местном управлении 1994 года.
Округ расположен в среднем Уэльсе и граничит с округами Гуинет на севере, Поуис на востоке, Кармартеншир на юге и Пембрукшир на юго-западе.
Территория Кередигиона сформирована в соответствии с границами традиционного графства Кардиганшир.
Основными городами округа являются: Аберайрон, Аберистуит, Кардиган, Лампетер, Нью-Ки и Трегарон.

## Географическое положение
Кередигион — графство, расположенное на побережье залива Кардиган. На севере находится графство Гуинет, на востоке — Поуис, на юге — Кармартеншир и на юго-востоке — Пембрукшир. Площадь территории составляет 1795 км².

## История
Территория Кередигиона была заселена с доисторических времён. В округе были найдены 170 холмов-фортов и множество стоящих камней, датируемых Бронзовым веком. Во время римского захвата Британии территория была под влиянием деметов и ордовиков. Через Кередигион проходит римская дорога с фортами в Бремии и Ловентиуме. После ухода римлян, начались ирландские набеги, которые предположительно были отражены силами Кунеды ан Эдерна. Согласно «Истории бриттов» сын Кунеды Середиг поселился около Теиви в V веке. Территория предположительно оставалась небольшим королевством под управлением его династии до смерти Гвгона ап Мерига в 871 году. После этого территория перешла под управление Родри ап Мервина из династии Гвинеда.
Через Кардиганшир проходили пилигримы по пути в Сент-Дейвидс. Они находили пристанище в аббатстве Страта Флорида и церкви Лланбадарна.
В 1282 году Эдуард I завоевал Уэльс и разделил его территорию на округа. Одним из тринадцати исторических округов стал Кардиганшир, он был разделён на 5 сотней. В XVIII веке началось возрождение христианства в Уэльсе и во многих деревнях построили собственные церкви. Кардиганшир стал методистским центром Уэльса.
Кардиган был одним из основных портов южного Уэльса, но гавань заросла к середине XIX века. Между 1790 и 1860 годами около 5000 или 6000 жителей Кардиганшира эмигрировали в Новый свет. В 1860-е была проведена железная дорога в Шресбери. В 1972 году был создан округ Кередигион на территории традиционного графства, а затем в 1994 году он стал унитарной административной единицей со статусом графства. Согласно переписи 2001 года в Кередигионе 61 % населения говорит на валлийском языке.